# Jean-Claude Darouy
Jean-Claude Darouy (ur. 30 sierpnia 1944 w Sablons, zm. 8 sierpnia 2006 w Lormont) – francuski wioślarz, sternik, srebrny medalista olimpijski.
Wystąpił na igrzyskach olimpijskich w Tokio w 1964, gdzie reprezentacja Francji w składzie: Jacques Morel, Georges Morel i Jean-Claude Darouy zdobyła srebrny medal w dwójkach ze sternikiem. W finale o 1,92 sekundy przegrali z osadą USA, a o 0,27 sekundy wyprzedzili Holendrów. Na tej samej imprezie startował także w czwórkach ze sternikiem, w których zajął czwarte miejsce. Walkę o podium Francuzi przegrali z Holendrami o 7,46 sekundy. Były to jego jedyne starty olimpijskie.